# Luca Marchetti
Luca Marchetti (Roma, 27 giugno 1977) è un giocatore di calcio a 5 italiano.
Ha mosso i primi passi nel calcio a 5 provenendo dal calcio a 11 interregionale approdando alla titolata BNL e facendosi notare per la sua impressionante velocità che lo porta a vincere al primo anno il quattro nazioni riservato alla Nazionale minore under 21. Perde poco dopo la finale di Champions contro il Caja Segovia con la BNL. Poco dopo vince il primo titolo nazionale con la Roma RCB. 
Grazie a questo gioca la prima Champions League ufficiale del calcio a 5 a Lisbona perdendo in semifinale contro lo Sporting Lisbona davanti a 6 mila persone. Passa a Nepi dove parte dalla serie B e vince tutti i campionati arrivando a vincere da outsider la Prima Coppa Italia in finale con l'Arzignano. La vince di nuovo a Padova in finale con la Lazio contro la Marca Trevigiana. Successivamente passa al Futsal Isola dove vince campionato di serie B che vince di nuovo con la società Olimpus l’anno dopo. Rimane lì tre anni in A2 dopodiché passa alla Cioli Ariccia che da capitano contribuisce a portarla dalla serie B alla serie A2. Anche qui dopo tre anni lascia la società castellana e approda all'Italpol calcio a 5 dove gioca tuttora. Nel 2018 prende il patentino per l'abilitazione alla qualifica di allenatore di base di calcio a 5.

## Palmarès

### Club
- Campionato italiano: 1

Roma RCB: 2000-01
- Coppa Italia: 2

Nepi: 2004-05
Lazio: 2010-11
- Campionato di Serie A2:1

Nepi: 2003-2004
- Campionato di Serie B:3

Nepi: 2002-2003
Futsal Isola: 2013-2014
Olimpus: 2014-2017
Cioli Ariccia Valmontone: 2017-2018